# Blanka Vlašić
Blanka Vlašić (Split, 1983. november 8. –) olimpiai ezüst- és bronzérmes horvát magasugrónő. A jelenlegi horvát rekord tartója, szabadtéren kétszeres, fedettpályán egyszeres világbajnok. 2,08-as egyéni legjobbja a második legnagyobb magasság a szám történelmében.

## Pályafutása

### Kezdetek
1983. november 8-án született a horvátországi Splitben. Édesapja, Joško Vlašić szintén sikeres atléta volt, tízpróbában máig a horvát rekord tartója. Gyermekkorában profi rövidtávfutó szeretett volna lenni. Fiatalon több sportot kipróbált ám rájött, hogy magas és karcsú termete a magasugrásban jelentős előny. Tizenöt évesen az 1,80-as, majd tizenhat éves korában már az 1,93-as magasságot is leküzdötte.

### Junior karrier
Részt vett a sydney-i olimpián, ahol a selejtezőben esett ki. Az olimpia után elindult a junior világbajnokságon melyen aranyérmes lett 1,91-es ugrásával. Első felnőtt világbajnokságán, 2001-ben Edmontonban a hatodik helyen zárt. Utolsó junior évében, 2002-ben még részt vett a juniorok világbajnokságán Kingstonban. 1,96-os ugrása kilenc centiméterrel volt jobb a második helyezett, lengyel Anna Ksok 1,87-es legjobbja előtt.

## Felnőtt karrier
A 2003-as év kedvezően indult Blanka számára. 1,98-dal új egyéni rekordot ugrott Linzben, majd tíz nappal később a negyedik helyen zárt a fedett pályás-világbajnokságon. Ez volt az addig elért legjobb helyezése felnőtt világtornán. Júliusban megnyerte élete első IAAF Golden League versenyét, a Gaz de France-on 1,99-es új egyéni csúccsal lett első. A Párizsban rendezett szabadtéri világbajnokságon a hetedik helyen zárt.
2008-ban ezüstérmes volt az olimpián. Ezután nyert világbajnokságot, fedett pályás világbajnokságot és Európa-bajnokságot is. 2011-ben megműtötték a bokáját, melyből nem épült fel kellő gyorsasággal, így kihagyta a 2012-es olimpiát.
2021 februárjában bejelentette a visszavonulását.

## Statisztika

### Egyéni legjobbjai
| Szám                   | Rekord (m) | Helyszín       | Dátum               |
| ---------------------- | ---------- | -------------- | ------------------- |
| Magasugrás (szabadtér) | 2,08       | Zágráb         | 2009. augusztus 31. |
| Magasugrás (fedett)    | 2,05       | Besztercebánya | 2006. február 14.   |

### Főbb sikerei

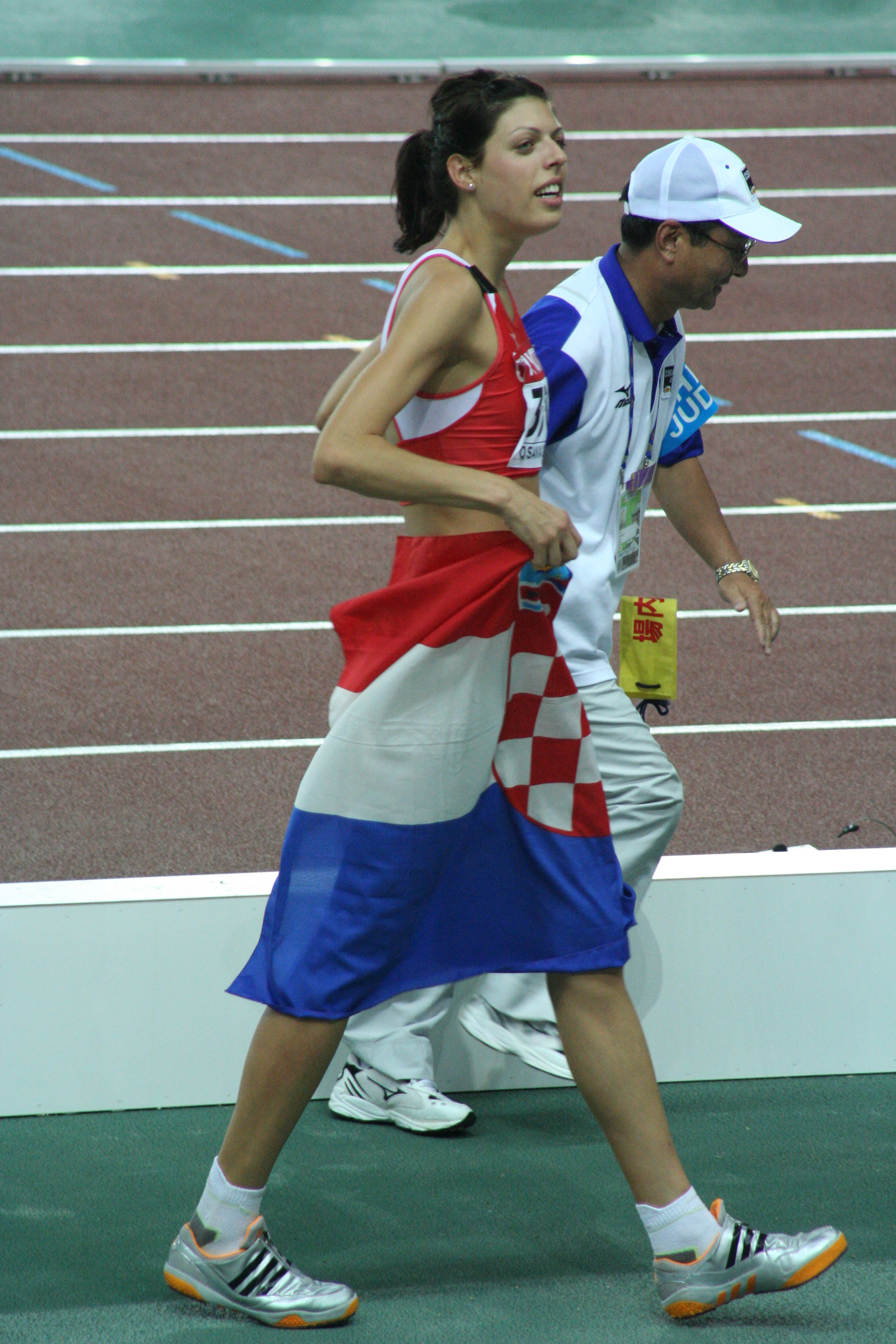
2007-ben az oszakai világbajnokságon

| Év   | Torna                           | Helyszín    | Eredmény |
| ---- | ------------------------------- | ----------- | -------- |
| 2000 | Junior atlétikai világbajnokság | Santiago    | 1.       |
| 2001 | Atlétikai világbajnokság        | Edmonton    | 6.       |
| 2001 | Mediterrán játékok              | Tunisz      | 1.       |
| 2002 | Junior atlétikai világbajnokság | Kingston    | 1.       |
| 2002 | Európa-bajnokság                | München     | 5.       |
| 2003 | Fedett pályás világbajnokság    | Birmingham  | 4.       |
| 2003 | Atlétikai világbajnokság        | Párizs      | 7.       |
| 2003 | Világdöntő                      | Monte-Carlo | 4.       |
| 2004 | Fedett pályás világbajnokság    | Budapest    | 3.       |
| 2004 | Olimpia                         | Athén       | 11.      |
| 2006 | Fedett pályás világbajnokság    | Moszkva     | 2.       |
| 2006 | Európa-bajnokság                | Göteborg    | 4.       |
| 2006 | Világdöntő                      | Stuttgart   | 6.       |
| 2007 | Fedett pályás Európa-bajnokság  | Birmingham  | 5.       |
| 2007 | Atlétikai világbajnokság        | Oszaka      | 1.       |
| 2007 | Világdöntő                      | Stuttgart   | 1.       |
| 2008 | Fedett pályás világbajnokság    | Valencia    | 1.       |
| 2008 | Olimpia                         | Peking      | 2.       |
| 2009 | Atlétikai világbajnokság        | Berlin      | 1.       |

## Személyes
Nevét a marokkói Casablanca városa után kapta, miután édesapja 1983-ban a mediterrán játékokon ott járt nem sokkal Blanka születése előtt. Öccse a válogatott labdarúgó Nikola Vlašić.